# Exocentrus nigrescens
Exocentrus nigrescens är en skalbaggsart som beskrevs av Stefan von Breuning 1956. Exocentrus nigrescens ingår i släktet Exocentrus och familjen långhorningar.
Artens utbredningsområde är:
- Gabon.
- Bioko.

Inga underarter finns listade i Catalogue of Life.